# Abu-Dhuayb al-Hudhalí
Abu-Dhuayb Khuwàylid ibn Khàlid al-Hudhalí, més conegut senzillament com a Abu-Dhuayb al-Hudhalí (segle VII) fou un poeta àrab contemporani de Mahoma.
Va anar a veure al Profeta però va arribar al mateix dia que va morir. Sota el califa Úmar ibn al-Khattab va emigrar a Egipte on va acompanyar a Ibn Abi-Sarh a la seva expedició a Ifríqiya (647) i va morir en tornar a Medina amb el comissionat Abd-Al·lah ibn az-Zubayr encarregat per Ibn Abi-Sarh d'informar al califa Uthman ibn Affan dels èxits militars musulmans (probablement el 649).